# Nhân Cơ
Nhân Cơ là một xã thuộc huyện Đắk R'lấp, tỉnh Đắk Nông, Việt Nam.

## Địa lý
Xã Nhân Cơ nằm ở phía đông huyện Đắk R'lấp, có vị trí địa lý:
- Phía đông giáp thành phố Gia Nghĩa
- Phía tây giáp xã Đắk Wer
- Phía nam giáp xã Nhân Đạo
- Phía bắc giáp xã Đắk Wer và thành phố Gia Nghĩa.

Xã có diện tích 45,66 km², dân số năm 2005 là 6.696 người, mật độ dân số đạt 147 người/km².

## Lịch sử
Xã Nhân Cơ được thành lập vào ngày 8 tháng 3 năm 1988.
Ngày 6 tháng 6 năm 2005, Chính phủ ban hành Nghị định 70/2005/NĐ-CP. Theo đó, thành lập xã Đắk Wer trên cơ sở 4.572 ha diện tích tự nhiên và 6.078 người của xã Nhân Cơ.
Sau khi điều chỉnh địa giới hành chính, xã Nhân Cơ còn lại 4.566 ha diện tích tự nhiên và 6.696 người.